# دانشکده دامپزشکی دانشگاه ارومیه
دانشکدهٔ دامپزشکی دانشگاه ارومیه در سال ۱۳۵۲ به صورت گروه دامپزشکی در دانشکدهٔ کشاورزی و دامپروری دانشگاه ارومیه به همت عزیز رفیعی شکل گرفت. در سال ۱۳۵۴ با پذیرش ۲۰ نفر دانشجوی دکتری حرفه‌ای دامپزشکی به صورت عملی به دانشکدهٔ دامپزشکی ارتقاء پیدا کرد.

## گروه‌های آموزشی
- علوم پایه
- پاتوبیولوژی
- بهداشت و کنترل کیفی مواد غذایی
- جراحی و تصویربرداری تشخیصی
- بیماری‌های داخلی و کلینیکال پاتولوژی
- مامایی و طیور
- میکروبیولوژی

## ماجرای انحلال پس از انقلاب
با پیروزی انقلاب ۱۳۵۷ و تغییرات به‌عمل آمده در برنامه‌ریزی آموزشی وزارت فرهنگ و آموزش عالی سابق، تصمیم گرفته شد که از چهار دانشکدهٔ دامپزشکی فعال کشور، ۲ دانشکدهٔ دامپزشکی ارومیه و اهواز منحل و دانشجویان این ۲ دانشکده به دانشکده‌های دامپزشکی تهران و شیراز منتقل شوند. اما مقاومت و اعتراضات اساتید و دانشجویان دانشکده‌های فوق در برابر این تصمیم و نیز پیگیری مسئولان دانشگاه باعث شد تا این دانشکده‌ها منحل نشود.

## ساخت دانشکده‌ای جدید در اربیل عراق با همکاری این دانشکده
طی بازدیدی که در سال ۱۳۹۷ از دانشگاه صلاح‌الدین اربیل عراق انجام شد، رئیس وقت دانشکدهٔ دامپزشکی ارومیه، از راه‌اندازی دانشکدهٔ جدید در اربیل عراق با کمک دانشگاه ارومیه خبر داد.